# Ichise Chanyu
Ichise Chanyu (també anomenat Yizhixie xinès: 伊稚邪; r. 126–114 AEC), el títol complet del qual és desconegut, va ser un Chanyu dels Xiongnu, el successor de Gunchen Chanyu (單于, 軍臣). Ichise Chanyu va regnar durant el regnat de l'emperador Han Wudi Liu Che 武帝 劉徹 (r. 141–87 AEC), després Wudi va entrar a heqin 和親 va fer un tractat de pau i parentiu amb els huns.